# Бернит
Бернит (њем. Bernitt) општина је у њемачкој савезној држави Мекленбург-Западна Померанија. Једно је од 62 општинска средишта округа Гистров. Према процјени из 2010. у општини је живјело 1.785 становника. Посједује регионалну шифру (AGS) 13053007.

## Географски и демографски подаци
Бернит се налази у савезној држави Мекленбург-Западна Померанија у округу Гистров. Општина се налази на надморској висини од 59 метара. Површина општине износи 73,4 km². У самом мјесту је, према процјени из 2010. године, живјело 1.785 становника. Просјечна густина становништва износи 24 становника/km².